# Ши бэнь
Ши бэнь 世本 — древнекитайский исторический текст, послуживший одним из источников при создании «Ши цзи». Впоследствии к нему обращались Ду Юй (222—285) и другие интеллектуалы эпохи Хань, историки династии Тан, Чжэн Цяо (1104—1162). Был утерян во времена династии Южная Сун (1127—1278). Частично восстановлен по цитатам в более поздних текстах.